# Eriopsela
Eriopsela là một chi bướm đêm thuộc phân họ Olethreutinae trong họ Tortricidae.

## Các loài
- Eriopsela aeriana (Falkovitsh, in Danilevsky, Kuznetsov & Falkovitsh, 1962)
- Eriopsela annana (Kennel, 1918)
- Eriopsela danilevskyi Kuznetzov, 1972
- Eriopsela falkovitshi Kostyuk, 1979
- Eriopsela fenestrellensis Huemer, 1991
- Eriopsela klapperichi Razowski, 1967
- Eriopsela klimeschi Obraztsov, 1952
- Eriopsela kostyuki (Kuznetzov, 1973)
- Eriopsela mongunana Kostyuk, 1973
- Eriopsela quadrana (Hubner, [1811-1813])
- Eriopsela rosinana (Kennel, 1918)